# Narcissus fernandesii
Narcissus fernandesii é uma espécie de planta com flor pertencente à família Amaryllidaceae. 
A autoridade científica da espécie é Pedro, tendo sido publicada em Boletim da Sociedade Broteriana, sér. 2 21: 60. 1947.

## Portugal
Trata-se de uma espécie presente no território português, nomeadamente em Portugal Continental.
Em termos de naturalidade é possivelmente endémica da Península Ibérica.

## Protecção
Encontra-se/Não se encontra protegida por legislação portuguesa ou da Comunidade Europeia, nomeadamente pelo Anexo II e IV da Directiva Habitats.